# Estadio Yankel Rosenthal
El Estadio Yankel Rosenthal es un recinto deportivo de uso multipropósito ubicado en la ciudad de San Pedro Sula, departamento de Cortés, Honduras, siendo la casa del Club Deportivo Marathón, de la Liga Nacional de Honduras, fue inaugurado en 2010. 
La actual directiva tiene previsto terminar la segunda fase de remodelación antes del Centenario del club en 2025, que incluye: iluminación, palcos, techado, fachada y oficinas dentro del estadio. Al costado del coloso se encuentra la sede deportiva del club verdolaga, la cual cuenta con el hotel de concentración, sala audiovisual, gimnasio, centro deportivo, cancha de entrenamiento, oficinas administrativas, área recreativa y parqueo.

## Fundación
Los directivos del Club Deportivo Marathón idearon la construcción de su propio estadio para los partidos locales..

## Primer Partido
El primer juego de fútbol que se llevó a cabo en el "Estadio Yankel Rosenthal" se celebró el 11 de agosto de 2010. El futbolista Juan Ramón Mejía anotó el primer gol para el Deportes Savio a los 27 minutos, en el empate 1 - 1 ante el Club Deportivo Marathón.

## Partidos internacionales
El Estadio Yankel Rosenthal se utilizó como sede provisional para el Campeonato Sub-20 de la Concacaf de 2022, debido a las afectaciones en la superficie de juego en el Estadio Francisco Morazán ocasionado por las intensas lluvias en San Pedro Sula.
Albergó 4 partidos de ese torneo entre ellos el de Honduras-Costa Rica y Honduras-Curazao.